# الغولين (يافع)

تعديل مصدري - تعديل

الغولين هي إحدى قرى عزلة لبعوس بمديرية يافع التابعة لمحافظة لحج، بلغ تعداد سكانها 295 نسمة حسب تعداد اليمن لعام 2004.